# Einlappenkotinga
Die Einlappenkotinga (Procnias albus), auch Weißglöckner oder Zapfenglöckner, ist eine Vogelart aus der Familie der Schmuckvögel (Cotingidae), die im nördlichen Teil Südamerikas vorkommt. Die vollkommen weiß gefärbten Männchen sind für ihre extrem lauten Paarungsrufe bekannt. Die Art ist ein Waldbewohner und ernährt sich von Früchten. Sie gilt derzeit nicht als konkret bedroht.

## Merkmale

### Körperbau und Aussehen
Einlappenkotingas erreichen ausgewachsen Größen zwischen 27,5 und 28,5 cm und ein Gewicht von 210 bis 215 g. Die Männchen werden dabei tendenziell etwas größer und schwerer als ihre weiblichen Artgenossen. Der Körperbau wirkt recht kompakt, mit eher kurzen Beinen und einem dünnen, aber an der Basis sehr breiten Schnabel. Bei der Art liegt ein besonders ausgeprägter, äußerlich erkennbarer Sexualdimorphismus vor. Männliche Vögel besitzen einen namensgebenden, im ruhenden Zustand bis zu 6,2 cm langen Hautlappen, der an der Basis des Oberschnabels entspringt und über den Schnabel herabhängt. Er ist größtenteils dunkel und unbefiedert, jedoch mit einer Anzahl kleiner, sternförmiger weißer Federbüschel bedeckt und spielt eine wichtige Rolle bei der Balz der Einlappenkotingas, bei der er auf das Doppelte seiner normalen Länge verlängert werden kann. Die Männchen gehören zu den wenigen Nicht-Wasservögeln mit völlig weißem Gefieder und sind insgesamt unverwechselbar. Die äußeren Handschwingen sind modifiziert, mit verlängerten, leicht hakenförmigen Außenfahnen. Weibliche Exemplare sind oberseits einheitlich olivgrün gefärbt, lediglich die Schwungfedern weichen mit grau-brauner Grundfärbung und olivgrünen Säumen von dieser Färbung ab. Ein gelblicher Augenring ist nur angedeutet. Die Vorderseite zeigt vom Kinn bis zum Bauch eine gelbe Grundfärbung und ist von einer breiten, olivgrünen Strichelung durchzogen. Die Unterschwanzdecken sind einfarbig gelb. An den Deckfedern des Unterflügels findet sich eine gelblich-weiße Färbung. Die Schwungfedern sind blass-grau und werden zur Basis hin zunehmend heller, bis sie fast gänzlich weiß sind. Die unbefiederten Körperteile sind bei beiden Geschlechtern gleich gefärbt. Die Läufe sind dunkelgrau bis fast schwarz, der Schnabel ähnlich gefärbt mit etwas helleren Schneidrändern und einer besonders dunklen Spitze des Unterschnabels. Die Iris des Auges zeigt ein dunkles Braun.

### Stimme
Während Einlappenkotingas außerhalb der Brutzeit in der Regel sehr stille Vögel sind, ist die Art vor allem für die typischen Paarungsrufe der Männchen bekannt. Dieser äußerst einprägsame Ruf klingt wie ein zweisilbiges klong-klang und wurde mit dem Schlag eines Hammers auf einen Amboss verglichen. Es handelt sich dabei mit einer Lautstärke von 125 dB SPL um den lautesten Ruf, der bei Vögeln bekannt ist. Vor dieser Erkenntnis hielt die Schreikotinga (Lipaugus vociferans) mit 116 dB SPL den Rekord für den lautesten bekannten Paarungsruf. Des Weiteren ist ein als stöhnend oder brummend beschriebener Laut bekannt, der in etwa wie boi-i-ing klingen soll und ebenfalls mit der Paarung im Zusammenhang steht.

## Verbreitung und Gefährdung

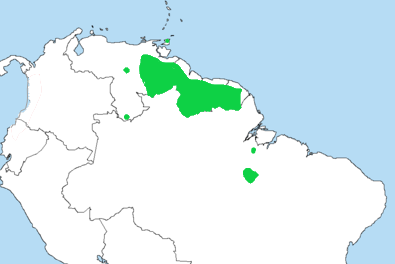
Verbreitungsgebiet im nördlichen Südamerika.

Der Kern des Verbreitungsgebiets der Einlappenkotinga liegt im Norden Südamerikas, vornehmlich in den Guyanas und im Osten und Südosten Venezuelas und erstreckt sich südwärts bis in den Norden der brasilianischen Bundesstaaten Roraima und Pará. Darüber hinaus existiert eine disjunkte Population etwa 1000 km weiter südöstlich in der Serra dos Carajás im Südosten Parás. Hinzu kommen vereinzelte Sichtungen am Unterlauf des Rio Negro, in der Nähe von Manaus und auf der Insel Trinidad, die auf mehr oder weniger regelmäßige Wanderungen der Art hindeuten. Insgesamt sind Informationen zu einer möglichen Migration nur spärlich vorhanden, als gesichert gelten aber zumindest saisonale Wanderungen über kürzere Strecken. Die IUCN stuft die Einlappenkotinga mit Stand 2016 auf der niedrigsten Gefährdungsstufe least concern („nicht gefährdet“) ein. Obwohl keine exakten Populationszahlen der Art vorliegen, stellt die Organisation eine negative Bestandsentwicklung fest.

## Habitat und Lebensweise
Die Einlappenkotinga ist ein Bewohner von Tieflandgebieten und Vorgebirgen und kommt auf Höhenlagen zwischen ungefähr 100 und 1500 m vor, ist jedoch meist auf etwa 450 bis 700 m am häufigsten anzutreffen. Die Vögel sind Waldbewohner, deren bevorzugtes Habitat sich jedoch regional leicht unterscheiden kann. In Surinam und Französisch-Guyana werden vor allem sumpfiger Regenwald und Waldgebiete mit sandigen Böden besiedelt, während die Art in Guyana vor allem mit Waldgebieten entlang großer Flussläufe assoziiert zu sein scheint. In der Serra dos Carajás ist die Einlappenkotinga hingegen auf hochgelegene Terra-Firme-Wälder mit Cerrado-artiger Vegetation beschränkt. Außerhalb der Brutzeit leben die Vögel normalerweise solitär, lediglich an besonders ergiebigen Futterplätzen kann es vorkommen, dass sich kleinere Gruppen vor allem weiblicher Einlappenkotingas bilden. Die Ernährung besteht soweit bekannt ausschließlich aus Früchten, wobei die von Lorbeer- (Lauraceae) und Balsambaumgewächsen (Burseraceae) besonders gern verzehrt werden. Die Nahrungssuche findet dabei meist in der Kronenschicht oder direkt darunter statt, die Früchte werden fast immer im Flug, kurzzeitig in der Luft stehend, mit dem Schnabel gegriffen.

## Fortpflanzung
Mit Ausnahme des Balzverhaltens sind die meisten Aspekte der Fortpflanzung der Art bislang unerforscht. Einlappenkotingas sind polygyn, kleine Gruppen von Männchen präsentieren sich den Weibchen in einem bis zu mehrere Kilometer großen Lek und versuchen, diese durch Rufe und Zurschaustellungen von sich einzunehmen. Dazu suchen sie sich einen kahlen, exponierten Ast oder eine Liane sehr hoch im Blätterdach des Waldes. Jüngere Individuen geben sich dabei typischerweise mit etwas niedriger gelegenen Plätzen zufrieden. Von dort versuchen sie, mit Hilfe ihres extrem lauten Schreis möglichst viele Weibchen zu sich zu rufen. Landet ein interessiertes Weibchen in der Nähe, beginnt das Männchen mit einer Zurschaustellung, bei der es sich zunächst langsam nach rechts bewegt und dabei leise seinen verlängerten Hautlappen schüttelt. Das Weibchen bewegt sich währenddessen sehr langsam auf das Männchen zu. Anschließend stößt das Männchen erneut einen Schrei aus und schwingt den Hautlappen in Richtung des Weibchens über seinen Schnabel. Zumindest gelegentlich wird diese Bewegung von einem kurzen Aufflattern begleitet, bei dem es sich vermutlich um ein Signal zur Einleitung der Kopulation handelt. Anhand der gehörten Rufe wird vermutet, dass sich die Brutzeit in Venezuela und den Guyanas etwa von Februar bis Juni erstreckt, während der Höhepunkt weiter südlich eher in die Monate August und September fallen dürfte. Informationen zu Nestbau, Gelegegröße und Versorgung der Jungvögel sind bislang unbekannt.

## Systematik
Die Erstbeschreibung der Einlappenkotinga stammt aus dem Jahr 1783 und geht auf den französischen Zoologen Johann Hermann zurück. Als wissenschaftlichen Namen der neuen Art wählte er das Binomen Ampelis alba, das Artepitheton stammt aus dem Lateinischen und bedeutet „weiß“. Es nimmt Bezug auf das völlig weiße Gefieder der Männchen. Als Fundort des Holotyps ist nur „Cayenne“ angegeben. Mittlerweile wird die Einlappenkotinga mit drei weiteren Arten in die Gattung der Glockenvögel (Procnias) gestellt. Molekulargenetische Untersuchungen legen nahe, dass der Hämmerling (P. tricarunculata) die Schwesterart der Einlappenkotinga und damit deren nächsten Verwandten darstellt. Innerhalb der Art werden zwei Unterarten als gültig betrachtet:
- P. a. albus (Hermann, 1783) – Die Nominatform bewohnt mit Venezuela, den Guyanas und der brasilianischen Grenzregion den Großteil des Verbreitungsgebiets.
- P. a. wallacei Oren & Novaes, 1985 – Beschränkt auf die Serra dos Carajás in Pará, Brasilien. Unterscheidbar anhand etwas kürzerer Flügel, längerer Laufknochen sowie eines größeren Oberschnabels, durch den der Schlund der Vögel auffällig vergrößert wirkt. Weitere zunächst beobachtete Unterschiede, wie ein leicht gräuliches Gefieder im Brustbereich bei den Männchen, konnten in der Folge nicht mehr nachvollzogen werden.